# Жуакін Жозе Інасіу
Жуакін Жозе Інасіу (порт. Joaquim José Inácio, 30 червня 1808 — 8 березня 1869) — відомий бразильський флотоводець. Національний герой Війни Потрійного Альянсу, отримав титул віконта Ін'яума (visconde de Inhaúma).